# Garry Brooke
Garry James Brooke (Bethnal Green (Londen), 24 november 1960 – 18 januari 2025) was een Engels voetballer. 
Brooke kwam uit op het middenveld. Met Tottenham Hotspur FC won hij tweemaal de FA Cup, in 1981 en 1982. Hij stond in Nederland anderhalf seizoen onder contract bij FC Groningen.
Garry Brooke overleed op 18 januari 2025 op 64-jarige leeftijd na een langdurige ziekte

## Carrièrestatistieken
| Seizoen    | Club         | Land       | Competitie | Competitie | Competitie | Beker | Beker | Internationaal | Internationaal | Overig | Overig | Totaal | Totaal |
| Seizoen    | Club         | Land       | Competitie | Wed.       | Dlp.       | Wed.  | Dlp.  | Wed.           | Dlp.           | Wed.   | Dlp.   | Wed.   | Dlp.   |
| ---------- | ------------ | ---------- | ---------- | ---------- | ---------- | ----- | ----- | -------------- | -------------- | ------ | ------ | ------ | ------ |
| 1986/87    | FC Groningen | Nederland  | Eredivisie | 11         | 1          | 3     | 0     | –              | –              | –      | –      | 14     | 1      |
| 1987/88    | FC Groningen | Nederland  | Eredivisie | 28         | 8          | 1     | 0     | –              | –              | 6      | 1      | 35     | 9      |
| Clubtotaal | Clubtotaal   | Clubtotaal | Clubtotaal | 39         | 9          | 4     | 0     | 0              | 0              | 6      | 1      | 49     | 10     |

## Erelijst
Tottenham Hotspur FC
| Nationaal      |    |                  |
| FA Cup         | 2x | 1980/81, 1981/82 |
| Internationaal |    |                  |
| UEFA Cup       | 1x | 1983/84          |